# El último metro
Le dernier métro es una película francesa de 1980, dirigida por François Truffaut. Protagonizada por  Catherine Deneuve, Gérard Depardieu y Heinz Bennent en los papeles principales.
Galardonada con 10 Premios César de la Academia de las Artes y Técnicas del Cine de Francia; el Premio David di Donatello, y el Premio BSFC. Candidata al Premio Oscar.

## Sinopsis
Durante la ocupación alemana de la Segunda Guerra Mundial, un director de teatro, judío, Lucas Steiner (Heinz Bennent), en París, se ve obligado a esconderse en la bodega del teatro donde su mujer, la actriz Marion Steiner (Catherine Deneuve), el actor Bernard Granger (Gérard Depardieu) y un grupo de actores, ensayan y presentan una obra. Daxiat (Jean-Louis Richard), un crítico de teatro pronazi hace una crítica violenta de la obra. Granger lo encuentra y lo golpea. La respuesta es la posible incautación del teatro por haber sido propiedad de un judío. Marion le reclama violentamente su imprudencia. Trabajan, triunfan en la obra, pero se dejan de hablar. Granger decide dejar la obra y unirse a la Resistencia. En el momento de la despedida inician una relación amorosa. Mientras, Lucas Steiner sufre el enclaustramiento, el miedo a la detención por parte de los nazis y un nuevo temor, piensa que su mujer se ha enamorado de Granger. 
Viene la liberación de París, y Marion visita a un Granger herido, en un hospital. Le ofrece su amor, y le informa de la muerte de su esposo. Granger la rechaza. Ella se aleja y en ese momento el telón baja, surgen los aplausos -era una obra de teatro-. El público descubre la presencia de Lucas Steiner, los hace bajar al escenario y entre los aplausos, Marion queda tomada de la mano entre su esposo y su amante. 

## Reparto
- Catherine Deneuve: Marion Steiner
- Gérard Depardieu: Bernard Granger
- Heinz Bennent: Lucas Steiner
- Jean Poiret: Jean-Loup Cottin
- Andréa Ferréol: Arlette Guillaume
- Paulette Dubost: Germaine Fabre
- Sabine Haudepin: Nadine Marsac
- Jean-Louis Richard: Daxiat
- Maurice Risch: Raymond Boursier
- Jean-Pierre Klein : Christian Leglise
- Richard Bohringer: Oficial Gestapo
- Christian Baltauss: Actor reemplazante
- László Szabó: Teniente alemán Bergen

## Galardones
- Premios César 1981
  - César a la mejor película
  - César al mejor director: François Truffaut
  - César al mejor actor: Gérard Depardieu
  - César a la mejor actriz: Catherine Deneuve
  - César al mejor guion original o adaptación:François Truffaut y Suzanne Schiffman
  - César a la mejor música escrita para una película:Georges Delerue
  - César a la mejor fotografía: Néstor Almendros
  - César al mejor decorado: Jean-Pierre Kohut-Svelko
  - César al mejor sonido: Michel Laurent
  - César al mejor montaje: Martine Barraque-Curie

- Premio David di Donatello 1981: a la mejor actriz extranjera (Catherine Deneuve)
- Premio BSFC 1981: a la mejor película en idioma extranjero

## Comentarios
Quizás sea la película más rica y más conseguida de entre las de Truffaut. Aborda muchos temas a la vez: la ocupación alemana, las consecuencias en cuanto a comportamientos y actitudes a que conduce, y las interferencias entre la vida real y la ficción teatral, y como en Fahrenheit 451, los mecanismos de defensa contra la opresión y el oscurantismo. La homosexualidad masculina y femenina se aborda con tolerancia. El triángulo central, una mujer y dos hombres (como en Jules y Jim) se supera por la inteligencia y la creación.